# سید احمد وکیلیان
سید احمد وکیلیان (۲۶ بهمن ۱۳۲۶ – ۲۸ آذر ۱۴۰۱) نویسنده و پژوهشگر فرهنگ مردم ایران بود.
وی کارشناس ارشد در رشته فرهنگ و زبان‌های باستان و صاحب امتیاز و سردبیر فصل‌نامه «فرهنگ مردم» بود. وی در حوزه مطالعات فرهنگ مردم شاگرد ابوالقاسم انجوی شیرازی و ادامه دهنده راه وی در گردآوری داستان‌های عامیانه بود. او عضو انجمن بین‌المللی قصّه‌شناسی بود و با ایران‌شناسان خارجی ازجمله اُلریش مارزلُف و شین تاکه‌هارا همکاری نزدیک داشت و آثار مشترکی منتشر کرد.

## آثار

### کتاب‌ها

#### تألیف و گردآوری
- تمثیل و مثل (جلد دوم)، ۱۳۶۶[۷]
- قصه‌های مردم، ۱۳۷۹[۷]
- رمضان در فرهنگ مردم، ۱۳۸۶[۷]
- چیستان‌های خواندنی، ۱۳۸۶[۷]
- حضرت علی در قصه‌های عامیانه، ۱۳۸۸[۸]
- مثنوی و مردم: روایت‌های شفاهی قصه‌های مثنوی، با همکاری محمد جعفری قنواتی ۱۳۹۴[۷]
- متل‌ها و افسانه‌های ایرانی، ۱۳۹۲[۷]
- افسانه‌های ایرانی به روایت دیروز و امروز، با همکاری شین تاکه هارا، ۱۳۸۲[۷]
- محرم در فرهنگ مردم،[۹]
- تاریخ به روایت مردم[۱۰]

#### ترجمه
- قصه‌های مشدی گلین خانم: ۱۱۰ قصهٔ عامیانه ایرانی، گردآوری لارنس پائول الول ساتن، ترجمه سید احمد وکیلیان و آذر حسینی نیتهامر، ۱۳۸۶[۷]
- سرزمین افسانه‌ها، هانس کریستین اندرسن، ترجمه سید احمد وکیلیان، ۱۳۸۰[۷]

#### همکاری
- دختر نارنج و ترنج، گردآوری ابوالقاسم انجوی شیرازی، ۱۳۹۲[۷]
- گل بومادران، گردآوری ابوالقاسم انجوی شیرازی، ۱۳۹۴[۷]
- گل به صنوبر چه کرد؟، گردآوری ابوالقاسم انجوی شیرازی، ۱۳۹۶[۷]
- توپوزقلی میرزا: قصه‌های ایرانی، گردآوری لارنس پائول الول ساتن، ۱۳۹۰[۷]
- تمثیل و مثل (جلد اول)، گردآوری ابوالقاسم انجوی شیرازی، ۱۳۹۳[۷]

#### مقالات
- استاد انجوی و فرهنگ مردم[۱۱]